# Robert Aġasaryan
Robert Aġasaryan (in armeno Ռոբերտ Աղասարյան?; Erevan, 1º marzo 1994) è uno scacchista armeno.
Ha ottenuto il titolo di Grande maestro in aprile 2014, all'età di 20 anni.
Alcuni risultati:
- 2004:  vince il campionato europeo giovanile U10;
- 2006:  vince il campionato del mondo giovanile U12, davanti a Illja Nyžnyk e Nicat Abbasov;[1]
- 2011:  vince a Erevan il campionato armeno under-18;[2]
- 2012:  pari primo con Hovik Hayrapetyan nel 73º Campionato armeno (il titolo è andato ad Hayrapetyan per spareggio Bucholz);[3]
- 2013:  in dicembre vince il torneo blitz New Year Eve-A di Erevan;[4]
- 2014:  in maggio vince il torneo rapid Academy Cup 2014;[5]